# 1993 en Italie
Chronologie de l'Italie
- 1989
- 1990
- 1991
- 1992
- 1993
- 1994
- 1995
- 1996
- 1997

1991 en Europe - 1992 en Europe - 1993 en Europe - 1994 en Europe - 1995 en Europe

## Événements
- L'inclinaison de la tour de Pise atteint sa limite extrême, soit 4,47 mètres. Elle risque désormais de s'effondrer à tout moment. Quatre années de travaux titanesques sont entrepris pour la stabiliser[1].

- 15 janvier : arrestation à Palerme de Toto Riina, un des chefs de la Mafia par les carabiniers du Raggruppamento operativo speciale[2].
- 11 février : démission de Bettino Craxi du poste de secrétaire du PSI[2].
- 19 février : les ministres Francesco de Lorenzo et Giovanni Goria impliqués dans des affaires de corruption sont contraints de démissionner[2].
- Février : l’empire chimique Ferruzzi-Montedison-Enimont s’effondre. Un « avis d’ouverture d’enquête » est lancé contre son ancien patron, Raul Gardini[3].
- 5 mars : Giuliano Amato demande au président Oscar Luigi Scalfaro de signer un projet amnistiant les délits politico-financiers. Il se heurte à un refus[2]. Un quatrième ministre doit démissionner.
- 27 mars : Giulio Andreotti fait l’objet d’une information judiciaire engagée par le procureur de Palerme Giancarlo Caselli[2]. Toto Riina et Tommaso Buscetta l’impliquent sérieusement. Son immunité parlementaire est levée le 13 mai[4].
- 18 avril : un référendum adopte le scrutin majoritaire pour le Sénat à 82,7 % des suffrages exprimés[5].
- 22 avril : démission du gouvernement Giuliano Amato à la suite d’une crise économique grave (dévaluation de la lire de 3,5 %) et d’une crise judiciaire qui ne fait que commencer[6].
- 28 avril : le président de la République désigne comme président du conseil Carlo Azeglio Ciampi, ancien gouverneur de la banque d’Italie[2]. Ciampi promet un programme de réformes comportant notamment l’adoption du scrutin majoritaire pour les élections à la Chambre. Son gouvernement obtient la confiance de la Chambre le 7 mai[7].
- 30 avril : manifestations à travers tout le pays contre la corruption ; les gens lancent des pièces de monnaie et des billets dans la rue[8]. Bettino Craxi quitte l'hôtel Raphaël à Rome, bombardé par des pièces lancées par la foule.
- 8 - 10 mai : voyage du pape en Sicile où il condamne la Mafia[9].
- 14 mai - 28 juillet : cinq attentats meurtriers ont lieu à Florence, Milan et Rome, faisant cinq morts et vingt blessés. Le 14 mai, un attentat à la voiture piégée Via Fauro, à Rome, visant le journaliste Maurizio Costanzo, blesse une dizaine de personnes. Le 27 mai, un attentat Via dei Georgofili, à Florence, près de la Galerie des Offices, fait cinq morts et une trentaine de blessés. Le 27 juillet, un attentat à la voiture piégée de la Via Palestro, à Milan, fait 5 morts. Le 28 juillet, des attentats à la bombe devant les églises San Giorgio in Velabro et Saint-Jean-de-Latran à Rome, ne faisant aucun blessé[10].
- 18 mai : arrestation du numéro deux de la Mafia, Benedetto Santapaola, à Mazzarrone[11].
- 2 juin : le parrain Giuseppe Pulvirenti est arrêté à Belpasso[11].
- 5 juin : succès de la Ligue du Nord aux élections municipales et provinciales[2]. Les élections municipales élisent les maires directement pour la première fois. Le pays est divisé entre la Ligue lombarde au nord, le PDS au centre et l’alliance DC/Néo-fascistes au sud. La DC passe de 15 % à 8 % des suffrages. Le MSI (Alleanza Nazionale en 1994) dépasse à Rome et à Naples les 30 % derrière Alessandra Mussolini.
- 13 juillet : le scandale Enimont éclate[2].
- 20 juillet : l'ancien président de l'ENI, Gabriele Cagliari (it) se suicide en prison[2]. Son épouse rend plus de 6 milliards de lires de fonds illégaux.
- 23 juillet : suicide de Raul Gardini[2].

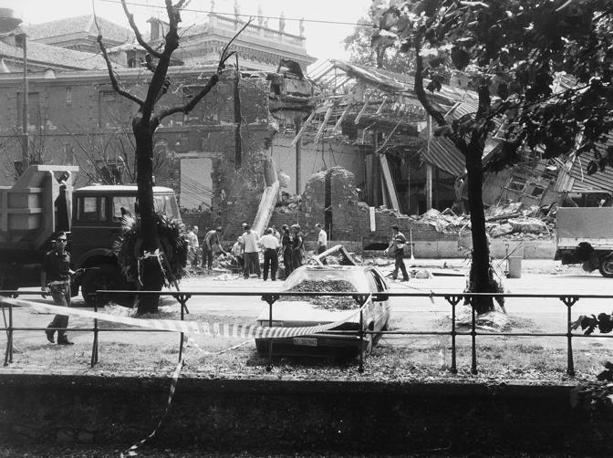
Attental de la Via Palestro à Milan.

- 3 août : loi établissant le mode de scrutin pour les législatives. 75 % des députés seront élus au suffrage direct, 25 % à la proportionnelle[2].
- 7 août : arrestation du tueur en série de Luigi Chiatti surnommé « le monstre de Foligno »[12].
- 23 août : mise en examen de Marcello Stefanini, trésorier du PDS[2].
- 2 septembre : le scandale Ferruzzi implique le juge milanais Diego Curtò, qui est arrêté[13].
- 15 septembre : le prêtre Giuseppe Puglisi est assassiné par la mafia à Palerme[14].
- Septembre - octobre : opérations anti-mafia dans de nombreuses régions[15].
- 7 octobre : découverte des restes de l'Homme d'Altamura dans Pouilles[16].
- 16 octobre : arrestation du responsable ligurien des services secrets civils (SISDE (it))[17].
- 22 octobre : démission du chef d’État major des armées Goffredo Canino[17].
- 23 octobre : affaire Lady Golpe ; révélations de Donatella di Rosa (it), impliquant le commandant de la Force d’action rapide, le général Franco Monticone, qui est suspendu[17].
- Octobre : purge du service de renseignement militaire (SISMI)[17].
- 22 novembre : démission du chef d’état-major des armées le général Canino. Le gouvernement décide une réforme des services secrets. Arrestation de l’ancien patron du SISDE (it), Malpicca, pour détournement de fonds.
- 17 décembre : au cours du procès Cusani (it), le Parti républicain (Giorgio La Malfa), le PSI (Martelli, Bettino Craxi), le Parti libéral (Altissimo), le Parti social-démocrate et la DC sont mis en cause pour corruption[18],[2].

## Économie
- Juillet : abaissement du taux d’escompte de la Banque d'Italie à 9 % pour la première fois depuis 1976[19].
- Décembre : privatisation du Credito Italiano et de Nuovo Pignone[19].
- 11,7 % des actifs au chômage. 4,2 % d’inflation. Le commerce extérieur progresse de 5,4 %.
- L'Italie réalise le plus important ajustement budgétaire de son histoire récente. Les dépenses sont réduites à hauteur de 3,3 % du PIB (50 000 milliards de lires) et les recettes sont majorées de 3,5 % du PIB (58 000 milliards). Le déficit passe sous la barre des 10 % du PIB.
- Niveau record des dépenses publiques : 55,5 % du PIB.

## Culture

### Cinéma

#### Mostra de Venise
- Lion d'or d'honneur : Claudia Cardinale, Robert De Niro, Roman Polanski et Steven Spielberg
- Lion d'or : Short Cuts de Robert Altman et Trois couleurs : Bleu de Krzysztof Kieślowski
- Coupe Volpi pour la meilleure interprétation féminine : Juliette Binoche pour Trois couleurs : Bleu de Krzysztof Kieślowski
- Coupe Volpi pour la meilleure interprétation masculine : Fabrizio Bentivoglio pour Un'anima divisa in due de Silvio Soldini

### Littérature

#### Prix et récompenses
- Prix Strega : Domenico Rea, Ninfa plebea (Leonardo)
- Prix Bagutta : Giovanni Giudici, Poesie 1953-1990 (Garzanti)
- Prix Bagutta de la première œuvre : Antonio Franchini (it), Camerati. Quattro novelle su come diventare grandi (Leonardo)
- Prix Campiello : Raffaele Crovi, La valle dei cavalieri
- Prix Grinzane-Cavour :
  - Fiction italienne :
    - Raffaele Nigro, Ombre sull'Ofanto
    - Cordelia Edvardson, La principessa delle ombre
    - Salvatore Mannuzzu, La figlia perduta

  - Fiction étrangère :
    - Jean d'Ormesson, Il romanzo dell'ebreo errante
    - Homero Aridjis, 1492 Vita e tempi di Juan Cabezón di Castiglia
    - Anita Desai, Notte e nebbia a Bombay
- Prix Malaparte : Michel Tournier
- Prix Napoli : Giuseppe Fiori (it), Uomini ex (Einaudi)
- Prix Viareggio : Alessandro Baricco, Oceano mare (trad. Océan mer)

## Décès en 1993
- 20 février : Ferruccio Lamborghini, 76 ans, constructeur automobile. (° 28 avril 1916).
- 12 juillet : Ferdinando Giuseppe Antonelli, 96 ans, cardinal franciscain créé par le pape Paul VI, qui fut secrétaire de la Congrégation des rites, puis secrétaire de la Congrégation pour la Cause des Saints. (° 14 juillet 1896).
- 2 août : Guido Del Mestri, 82 ans, cardinal, nonce apostolique en Allemagne (° 13 janvier 1911).
- 5 octobre : Francesco Carpino, 88 ans, cardinal italien, archevêque de Palerme (° 18 mai 1905).
- 22 décembre : Mario Amendola, 83 ans, réalisateur et scénariste. (° 8 décembre 1910).

#### L'année sportive 1993 en Italie
- Championnat d'Italie de football 1992-1993
- Championnat d'Italie de football 1993-1994
- Championnat d'Italie de rugby à XV 1992-1993
- Championnat d'Italie de rugby à XV 1993-1994
- Grand Prix automobile d'Italie 1993
- Grand Prix automobile de Saint-Marin 1993
- Milan-San Remo 1993
- Tour d'Italie 1993

#### L'année 1993 dans le reste du monde
- 1993 aux États-Unis, 1993 au Canada
- 1993 en France, 1993 en Allemagne, 1993 en Belgique, 1993 en Suisse